# Municipio de Lafayette (Nueva Jersey)
El municipio de Lafayette (en inglés: Lafayette Township) es un municipio ubicado en el condado de Sussex en el estado estadounidense de Nueva Jersey. En el año 2008 tenía una población de 2,466 habitantes y una densidad poblacional de 49 personas por km².

## Geografía
El municipio de Lafayette se encuentra ubicado en las coordenadas 41°6′41″N 74°40′39″O / 41.11139, -74.67750.

## Demografía
Según la Oficina del Censo en 2000 los ingresos medios por hogar en el municipio eran de $82,805 y los ingresos medios por familia eran $$87,650. Los hombres tenían unos ingresos medios de $61,307 frente a los $38,816 para las mujeres. La renta per cápita para la localidad era de $30,491. Alrededor del 3.7% de la población estaba por debajo del umbral de pobreza.